# 800 de leghe pe Amazon
800 de leghe pe Amazon (în franceză: La Jangada - Huit Cents lieues sur l'Amazone) este o povestire Jules Verne, publicată în 1881. În comparație cu alte povestiri publicate de Jules Verne, acesta nu este o povestire de ficțiune, ci o povestire de aventură.

## Intriga

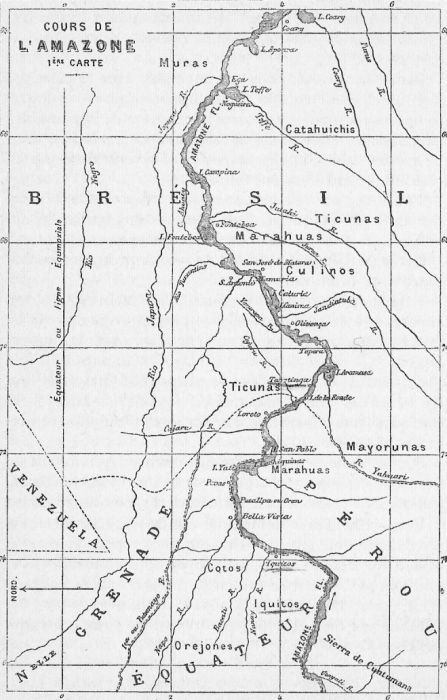

Povestea începe la Iquitos, Peru, unde Joam Garral este proprietarul unei ferme prospere și tatăl a doi copii, Bénito, de 21 de ani și Minha, de 17 ani, care urmează să se căsătorească cu Manoël Valdez, un medic militar brazilian. Pentru a ajunge în Belém, Brazilia, unde se află mama lui Manoël de a cărei binecuvântare au nevoie, Joam Garral decide să construiască o plută gigantică, o jangada, cu ajutorul căreia să coboare pe cursul Amazonului și să parcurgă cele opt sute de leghe care îi despart de acea localitate.
La Belém, Joam plănuiește să își repare reputația, deoarece este căutat în Brazilia pentru o crimă pe care nu a comis-o. Dovada inocenței sale stă într-un mesaj criptat aflat în posesia lui Torres, care este de acord să pledeze pentru nevinovăția lui Garral, cu condiția ca acesta să îi permită să se căsătorească cu fiica sa. Când Torres este omorât, familia Garral trebuie să alerge contra cronometru pentru a decodifica mesajul, înainte ca Joam să fie executat.
În neajutorul eroilor vine și decesul judecătorului Ribeiro, cel care îl credea pe Joam ca el e nevinovat, cu 2 zile înaintea sosirii jangadei la Manao, o lovitură de teatru obișnuită în Călătoriile extraordinare ale lui Verne, care a petrecut multă vreme în sânul teatrului parizian, alături de Alexandre Dumas.

### Capitolele cărții
| - Capitolul I - Un pândar de codru - Capitolul II - Hoț și păgubaș - Capitolul III - Familia Garral - Capitolul IV - Șovăieli - Capitolul V - Amazonul - Capitolul VI - O pădure întreagă culcată la pământ - Capitolul VII - Pe firul unei liane - Capitolul VIII - Jangada - Capitolul IX - În seara de 5 iunie - Capitolul X - De la Iquitos la Pevas - Capitolul XI - De la Pevas la frontieră - Capitolul XII - Fragoso la lucru - Capitolul XIII - Torres - Capitolul XIV - Coborând mai departe - Capitolul XV - La vale, mereu la vale - Capitolul XVI - Ega - Capitolul XVII - Un atac - Capitolul XVIII - Prânzul de sosire - Capitolul XIX - Poveste veche - Capitolul XX - Între cei doi bărbați | - Capitolul I - Manao - Capitolul II - Primele clipe - Capitolul III - O întoarcere în trecut - Capitolul IV - Dovezi morale - Capitolul V - Dovezi materiale - Capitolul VI - Ultima lovitură - Capitolul VII - Hotărâri - Capitolul VIII - Primele cercetări - Capitolul IX - Cercetările continuă - Capitolul X - O lovitură de tun - Capitolul XI - Ce se afla în cutie - Capitolul XII - Documentul - Capitolul XIII - În care e vorba despre cifre - Capitolul XIV - La voia întâmplării! - Capitolul XV - Ultimele strădanii - Capitolul XVI - Se iau hotărâri - Capitolul XVII - Ultima noapte - Capitolul XVIII - Fragoso - Capitolul XIX - Crima din Tijuco - Capitolul XX - Amazonul de Jos |

## Un roman polițist pe cursul Amazonului
Aceasta este una dintre puținele cărți în care Jules Verne se aventurează pe tărâmul romanului polițist. El va mai aborda genul în Mathias Sandorf (1885) și O tragedie în Livonia (1904).
În paralel cu intriga polițistă, romanul conține o descriere biologică și geografică a Amazonului și a țărilor pe care acest fluviu le străbate, apelând la obișnuitele acte de bravură specifice operelor verniene: atacul caimanilor, descoperirea lui Fragoso (un veritabil omagiu adus lui Figaro de Beaumarchais, care amintește de Passeartout din Ocolul Pământului în optzeci de zile, Jo din Cinci săptămâni în balon și Michel Ardan din În jurul Lunii), migrația broaștelor țestoase (fenomen impresionant pe care autorul îl va relua în 1898 în Minunatul Orinoco), etc.

## Teme abordate în cadrul romanului
- mitul casei călătoare dotate cu tot confortul, exemplificat aici de jangada (mit prezent în multe alte opere verniene: balonul din Cinci săptămâni în balon, proiectilul din De la Pământ la Lună și În jurul Lunii, submarinul Nautilus din 20.000 de leghe sub mări, elefantul de oțel din Casa cu aburi, vehiculul zburător din Robur Cuceritorul și Stăpânul lumii, sau insula cu elice din romanul omonim);
- nevinovăția (temă abordată și în Mathias Sandorf și O tragedie în Livonia;
- mesajul criptat (temă prezentă și în O călătorie spre centrul Pământului și Copiii căpitanului Grant)

## Lista personajelor
- Araujo - pilotul jangadei
- Cybèle - servitoare a familiei Garral
- Fragoso - bărbier
- Benito Garral - fiul fermierului
- Joam Garral - alias Joam Dacosta, eroul romanului
- Minha Garral - fiica fermierului, promisă lui Manoël
- Yaquita Garral - fiica lui Magalhaes și soția lui Joam Garral
- Vicente Jarriquez - judecător de drept
- Lina - anagramă de la liană, servitoarea Minhei
- Magalhaes - fermier peruvian de origine portugheză
- Ortega
- Padre Passanha - confesorul familiei
- Juge Ribeiro - evocat în a doua parte a romanului, moare înaintea sosirii lui Joam Garral în Brazilia
- Torrès - personajul negativ al cărții
- Manoel Valdez - cel mai bun prieten al lui Bénito și logodnicul Minhei
- Dna Valdez - singurul părinte în viață al lui Manoël

## Adaptări
- 1959 - 800 de leghe pe Amazoane, regizor Emilio Gómez Muriel cu Carlos López Moctezuma și Elvira Quintana
- 1993 - Eight Hundred Leagues Down the Amazon, film în regia lui Luis Llosa, cu Daphne Zuniga și Adam Baldwin
- 2001 - Les voyages extraordinaires de Jules Verne - La Jangada
- 2008 - 800 de leghe pe Amazon, desen animat difuzat de Vela Entertainment, 48 min.

## Traduceri în limba română
- 1935 - 800 leghe dealungul Amazonei (2 vol.), Ed. Cugetarea, traducere Ion Pas, 240 pag.
- perioada interbelică - Opt sute leghe pe Amazon, Ed. Națională-Ciornei, 228 pag.
- 1974 - 800 de leghe pe Amazon, Ed. Ion Creangă, Colecția "Biblioteca pentru toți copiii", nr. 34, traducere Paula Găzdaru, 292 pag.
- 1981 - 800 de leghe pe Amazon, Ed. Ion Creangă, Colecția "Jules Verne", nr. 27, traducere Paula Găzdaru, 236 pag.
- 1993 - 800 de leghe pe Amazon, Ed. Eden, seria "Juvenalia", traducere Ion Pas, 244 pag., ISBN 973-9141-45-5
- 1998 - Opt sute de leghe pe Amazon, Ed. Vizual, 248 pag., ISBN 973-587-110-6
- 2003 - 800 de leghe pe Amazon, Ed. Donaris, 160 pag., ISBN 973-86278-4-2
- 2010 - 800 de leghe pe Amazon, Ed. Adevărul, Colecția "Jules Verne", vol. 27, traducere Adriana-Rodica Ștefănescu, 280 pag., ISBN 978-606-539-172-7